# Andreas H. Apelt
Andreas Hermann Apelt (* 12. Januar 1958 in Luckau, Brandenburg) ist ein deutscher Autor und Publizist. Er war Bürgerrechtler in der DDR und von 1990 bis 2006 Mitglied des Berliner Abgeordnetenhauses. 2016 erhielt Apelt das Bundesverdienstkreuz am Bande. Von 1990 bis 2023 war er Bevollmächtigter des Vorstands der Deutschen Gesellschaft e. V.

## Leben
Aufgewachsen in Zinnitz (Niederlausitz), absolvierte er von 1974 bis 1976 eine Lehre als Forstfacharbeiter in Söllichau/Bad Düben. 1976 bis Ende 1977 arbeitete er als Forstarbeiter/Holzfäller in der heimatlichen Umgebung. Anfang 1978 zog er nach Berlin-Prenzlauer Berg. Hier arbeitete er zunächst als Theaterarbeiter („Kulissenschieber“) an der Volksbühne, später als Maurergehilfe, Zimmermann und Gerüstbauer in einer kleinen Baufirma. Nebenbei legte er das Abitur an der Abendschule ab.
Nach mehreren vergeblichen Versuchen in Berlin Germanistik oder Geschichte bzw. in Leipzig Literatur zu studieren erfolgte 1983 an der Humboldt-Universität zu Berlin die Immatrikulation für Germanistik/Geschichte (Lehramt). Nach Versagen eines Forschungsstudiums im Bereich der Literaturgeschichte 1987, arbeitete Apelt als Hausmeister und Gärtner in Berlin. Zugleich publizierte er in niederländischen und französischen Zeitungen und Zeitschriften unter unterschiedlichen Pseudonymen, später auch in deutschen Zeitungen unter seinem Namen.
Ende Oktober 1989 gehörte Apelt zu den Gründungsmitgliedern der Vereinigung Demokratischer Aufbruch, dessen Landesvorsitzender er im Januar 1990 wird. Zeitgleich arbeitet er als Leiter des Bereiches Öffentlichkeitsarbeit. Mit der Fusion von CDU und DA wurde er CDU-Mitglied und war in der CDU in verschiedenen Vorstandsämtern aktiv. So war er Kreisvorsitzender im Bezirk Prenzlauer Berg und Landesvorstandsmitglied in Berlin. Im Abgeordnetenhaus war er Leiter des Arbeitskreises Kultur und Wissenschaft und Sprecher für Bundes- und Europaangelegenheiten.
Im Januar 1990 war er Mitbegründer, später Geschäftsführer und Bevollmächtigter des Vorstands der „Deutschen Gesellschaft“, des ersten gesamtdeutschen, überparteilichen Vereins zur Förderung politischer, sozialer und kultureller Beziehungen in Europa, für den er bis heute tätig ist. Auch nach 1990 publizierte er zahlreiche Beiträge über kulturelle, gesellschaftliche und politische Themen in Zeitungen, Zeitschriften und Sammelbänden. Außerdem war er Vorstandsmitglied in der Gesellschaft für Deutschlandforschung.
Apelt promovierte mit einer Arbeit über die DDR-Opposition bei Eckhard Jesse an der Technischen Universität Chemnitz zum Dr. phil.
Apelts literarisches Schaffen begann 1984 mit der Veröffentlichung erster Gedichte, Prosatexte folgten. Sein erster Roman, Schneewalzer, erschien 1997 im Kiepenheuer Verlag, später folgte Schwarzer Herbst. Im Mittelpunkt dieser beiden Romane stehen authentische Geschichten von Menschen, die sich dem Ausgeliefertsein an die Diktaturen des 20. Jahrhunderts widersetzten. Als Vorbild dienen ihm menschliche Schicksale aus der dörflichen Umgebung seiner märkischen Heimat, denen er damit ein literarisches Denkmal setzt.
2012 erschien Apelts Roman Ende einer Reise, der die Geschichte von drei jungen Menschen erzählt, deren Reise nach Hiddensee zu einer Odyssee durch den real existierenden Inselsozialismus wird. 2014 erschien der Roman Pappelallee, der die Ereignisse im Revolutionsherbst 1989 im Berliner Stadtbezirk Prenzlauer Berg behandelt. Im Mittelpunkt des Romans ′′Hannahs Verlies′′ (2020) steht eine dramatische Familiengeschichte, die im Kriegswinter 1944/45 beginnt und die Nachkommen bis in die Gegenwart verfolgt.
Apelt ist außerdem Herausgeber zahlreicher Bücher zur DDR-, NS- und Zeitgeschichte.

## Literarische Werke
- Schneewalzer, Roman. Gustav Kiepenheuer Verlag, Leipzig 1997.
- Berlin – Berlin, Prosa. Berlin 2000.
- Schwarzer Herbst, Roman. Mitteldeutscher Verlag, Halle 2010.
- Sieben Kraniche, Roman. Mitteldeutscher Verlag, Halle 2011.
- Ende einer Reise, Roman. Mitteldeutscher Verlag, Halle 2012.
- Hiddensee – Die Insel der Anderen, Anthologie (Hrsg. mit C. Klauß). Mitteldeutscher Verlag, Halle 2012.
- Hinter der Stille / Prenzlauer Berg 1979–89, Bild-Text-Band. Mitteldeutscher Verlag, Halle 2013.
- Pappelallee, Roman. Mitteldeutscher Verlag, Halle 2014.
- Hiddensee 99 Besonderheiten der Insel, Reiseführer. Mitteldeutscher Verlag, Halle 2014.
- Hannahs Verlies, Roman. Mitteldeutscher Verlag, Halle 2020.

## Publizistische Werke
- Der Weg zum Denkmal für Freiheit und Einheit. Wochenschau Verlag, Berlin 2009 (Hrsg.).
- Die Opposition in der DDR und die deutsche Frage. Ch. Links Verlag, Berlin 2009. (Dissertation)
- Mein Herbst 1989, Zeitzeugen berichten. Metropol Verlag, Berlin 2010 (Hrsg.).
- Die deutsche Frage in der SBZ und DDR. Metropol, Berlin 2010 (Mithrsg.).
- Der Weg zur Wiedervereinigung. Metropol, Berlin 2010 (Hrsg.).
- Der Weg zur deutschen Einheit, Mythen und Legenden. Metropol, Berlin 2010 (Mithrsg.).
- Aufbrüche und Umbrüche. 20 Jahre deutsche Einheit – Zeitzeugen ziehen Bilanz. Mitteldeutscher Verlag, Halle 2010 (Hrsg.).
- Von der Volkskammerwahl zur Deutschen Einheit. Metropol, Berlin 2011 (Mithrsg.).
- Deutsche Einheit – Blick zurück – Blick nach vorn. Metropol, Berlin 2011 (Mithrsg.).
- Flucht, Ausreise, Freikauf – (Aus-)Wege aus der DDR Mitteldeutscher Verlag, Halle 2011 (Hrsg.).
- Von der SED Diktatur zum Rechtsstaat – Der Umgang mit Recht und Justiz in der SBZ/DDR  Metropol Verlag, Berlin 2012 (Mithrsg.).
- Werte und Wertewandel – Was hält unsere Gesellschaft zusammen? Mitteldeutscher Verlag, Halle 2012 (Mithrsg.).
- Freigekauft – Der DDR Menschenhandel (Hrsg. Kai Diekmann). Piper Verlag, München 2012 (Mitautor).
- Neuanfang im Westen. Zeitzeugen berichten. Mitteldeutscher Verlag, Berlin 2013
- 2 x Deutschland – Innerdeutsche Beziehungen 1972–1990 Mitteldeutscher Verlag, Halle 2013 (Mithrsg.).
- Nation 2012? Was bedeutet Nation heute und welchem Wandel unterliegt sie?  Mitteldeutscher Verlag, Berlin 2014 (Mithrsg.).
- Das historische Gedächtnis und der 17. Juni 1953  Mitteldeutscher Verlag, Halle 2014 (Mithrsg.).
- Zivilcourage gestern und heute: Pflicht oder Kür? Mitteldeutscher Verlag, Halle 2014 (Mithrsg.).
- Die Ostmitteleuropäischen Freiheitsbewegungen 1953–1989 Metropol Verlag, Berlin 2014 (Mithrsg.).
- Modell Deutschland. Duncker & Humblot, Berlin 2014 (Mithrsg.).
- Schöner Schein und Wirklichkeit. Die SED-Diktatur zwischen Repressionen, Anpassung und Widerstand. Mitteldeutscher Verlag, Halle 2014 (Mithrsg.).
- Umbrüche und Revolutionen in Ostmitteleuropa 1989.  Metropol Verlag, Berlin 2015 (Mithrsg.).
- Was ist Freiheit. 25 Jahre Friedliche Revolution 1989.  Mitteldeutscher Verlag, Halle 2015 (Mithrsg.).
- Das letzte Jahr der DDR. Von der Volkskammerwahl zur Wiedervereinigung  Metropol Verlag, Berlin 2015 (Mithrsg.).
- Hitlers letzte Armee. Kinder und Jugendliche im Kriegseinsatz  Mitteldeutscher Verlag, Halle 2015 (Mithrsg.).
- Alte Länder – neue Länder . Gemeinsame Perspektiven und Herausforderungen  Mitteldeutscher Verlag, Halle 2016 (Mithrsg.).
- Antisemitismus in der DDR und die Folgen Mitteldeutscher Verlag, Halle 2016 (Mithrsg.).
- Geist und Macht. Künstler und Kulturschaffende wider die SED-Diktatur Mitteldeutscher Verlag, Halle 2017 (Mithrsg.).
- Was ist Heimat? Mitteldeutscher Verlag, Halle 2017 (Mithrsg.).
- Brauchen wir eine Leitkultur? Mitteldeutscher Verlag, Halle (Saale) 2018 (Mithrsg.)
- Repräsentative versus direkte Demokratie. Repräsentation in der Krise? Mitteldeutscher Verlag, Halle (Saale) 2018 (Mithrsg.).
- Der lange Schatten des Kommunismus. 100 Jahre Russische Revolution und das kommunistische Erbe Europas Metropol Verlag, Berlin 2018 (Mithrsg.).
- Den Opfern verpflichtet. Antisemitismus in Geschichte und Gegenwart Mitteldeutscher Verlag, Halle (Saale) 2020 (Mithrsg.).